# Масаллы
Масаллы́ (азерб. Masallı, тал. Masalu) — город на юго-востоке Азербайджана, административный центр Масаллинского района. Статус города Масаллы получил в 1960 году. Расположен на Ленкоранской низменности, на реке Виляшчай в 18 км от железнодорожной станции Масаллы и в 259 км от Баку.

## История
В древние времена территория современного Масаллы входила в состав Манны, Атропатены. С середины XVIII века в составе Талышского ханства.

### Этимология
Населённый пункт основан переселенцами из магала Масал в Южном Азербайджане. 
В Иране (Гилян) фиксируются топонимы Масал, находящиеся в зоне проживания иранских талышей. 
Существуют и другие версии о происхождении названия Масаллы. По одной из версий, на этом месте в древности проживало племя масалов, давших название населённому пункту. По другой от слова «Мосуллу». 
Некоторые источники утверждают, что этот город назвали «масаллы», что в переводе обозначает ‛например’, из-за того, что население во время разговора много раз использовало фразу «например». Согласно другой гипотезе, население города Мосул на севере Ирака мигрировало и обосновалось здесь, после чего их стали называть «мосуллу». Впервые имя Масаллы встречается в средневековых азербайджанских произведениях. В начале XVII века в указе Сефевидского правителя (султана Хусейна) упоминалась деревня Шихлар и название Масаллы («Акперме», Мирза Ахмед, Мирза Худаверди оглу, 1882). Согласно некоторым работам, эта территория принадлежала человеку по имени Масал бей.

## Население
По данным на 1856 год в Масаллы проживали «татары»-шииты (азербайджанцы-шииты), которые между собой говорили по-«татарски» (по-азербайджански).
По данным посемейных списков на 1886 год, в Масаллу Ленкоранского уезда Бакинской губернии имелось 86 дымов и 641 человек населения и все «татары»-шииты (азербайджанцы-шииты).
По переписи населения 2012 года в Масаллинском районе проживало 286 000 человек, из них население города Масаллы составляло 9,4 тысячи человек. 
| Этнический состав города Масаллы |                         |                            |
| Этническая группа                | Абсолютный состав, 1939 | Относительный состав, 1939 |
| всего                            | 2 422                   | 100 %                      |
| азербайджанцы                    | 2 187                   | 90.3 %                     |
| русские                          | 160                     | 6.6 %                      |
| армяне                           | 7                       | 0.3 %                      |
| другие                           | 50                      | 2.1 %                      |

## Исторические памятники
| Название                | Тип             | Дата                 |
| Гробница Назари ханым   | археологический | XIX век              |
| Кладбище Курган         | археологический | XIV век              |
| Курган Худаяртяпя       | археологический | Бронзовый Век        |
| Курган Гаджиага         | археологический | Бронзовый Век        |
| Некрополис Худабахышюрд | археологический | Бронзовый Век        |
| Гробница Амира          | археологический | Ранний Бронзовый Век |
| Замок Ардживан          | скульптура      | XIX век              |
| Замок Кянгли            | архитектурный   | XIX век              |
| Замок Шахрияр           | архитектурный   | IX – X века          |
| Замок Шаххат            | архитектурный   | XII век              |
| Замок Гыз               | археологический | Бронзовый Век        |
| Гробница Пирпаба        | архитектурный   | Средние века         |
| Замок Онджагала         | архитектурный   | Средние века         |
| Замок Махмуд            | архитектурный   | XIX век              |
| Гробница Баба Сеидага   | архитектурный   | Средние века         |
| Замок Бабека            | архитектурный   | Средние века         |

На территории Масаллы также находится горячий источник Истису. Температура воды этого источника, которая поступает из недр земли с глубины 90—250 метров, составляет +69 °C.

## Климат
Средняя температура зимой +7 °C, летом +29 °C, климат влажный субтропический.

## Экономика
В Масаллы развито производство стройматериалов и пластиковых изделий.
Есть предприятия пищевой промышленности (хлебозавод, винзавод и другие). На территории города Масаллы действует 2 винзавода, 4 чайные фабрики, также имеется завод по выпуску минеральной воды. При этом в окрестностях Масаллы хорошо развито виноградарство и виноделие.
В городе функционируют маслосыродельный, овощеконсервный и табачно-ферментационный заводы, а также аграрно-промышленный комбинат, мясокомбинат, молочный завод и прядильно-ткацкая фабрика. Пивоваренный завод (ООО «Виляш»).

## Спорт
Здесь имеется Олимпийский спортивный комплекс, который специализирован 9 видами спорта, а также стадион им. Анатолия Банишевского, на котором базировался футбольный клуб «Масаллы».

## См.также
Города Азербайджана
Масаллинский район
Талышские горы